# Soy boy
Soy boy (дословно: соја-дечко, дјечак од соје) је пејоративни израз који се често користи у онлајн заједницама да опише мушкарце којима недостају мушке карактеристике. Термин има много сличности и поређен је са жаргонским терминима cuck (сленг изведено од ријечи cuckold - "рогоња"; муж чија је жена прељубница) и low-Т (низак тестостерон) који се такође користе као увреда за феминизоване мушкарце у разним онлајн заједницама. 
Термин се заснива на присуству фитоестрогена садржаног у сојиним зрну, што је навело неке на закључак да производи од соје феминизују мушкарце који их конзумирају.

## Историјат
Производи од соје садрже велике количине фитоестрогена. Пошто су по структури слични естрадиолу (главном женском полном хормону) и имају активност на рецептору естрогена, постоји забринутост да би он могао дјеловати као ендокрини дисруптор који негативно утиче на здравље. Иако постоје неки докази да фитоестрогени могу утицати на плодност мушкараца тврди се да је "потребно даље истраживање пре него што се може извући чврст закључак". Неколико студија заиста није открило никакав ефекат фитоестрогена на квалитет сперме или ниво тестостерона. 
Прво јавно појављивање ове увреде забиљежено је 2008. године у споту Ur So Gay пјевачице Кејти Пери на регисатарској таблици аутомобила. Амерички сајт Дејли дот сугерише да је то започео Мајк Чернович, екстремни десничар који је мјесецима користио тај израз да вријеђа људе на Твитеру. Међутим Џејмс Вокер Олсуп, такође екстремни десничар, тврди да је он измислио ту увреду. Према Know Your Meme прво архивирано појављивање увреде било је 18. априла 2017. године на форуму 4chan..

## Употреба
Термин користе интернет тролови и екстремни десничарски јутјубери. Мета су често мушкарци који се доживљавају као љевичари, борци за социјалну правду, вегани или сличне групе за које се говори да имају женске особине и вриједности. Термин се често користи у интернет дебатама. Пример овакве употребе је био чланак о томе да ли су ткзв. "карго" шорцеви одећа за све мушкарце или искључиво за сојадечаке.   Када је предсједник САД Доналд Трамп обуставио рад владе САД људи на интернету, посебно на Твитеру почели су америчког предсједника да називају курвом или soy boy.
ММА борац Колби Ковингтон је употребио овај израз да се наруга свом противнику Дастину Поаријеу пред меч 2021. Ковингтон је и претходно на овај начин вријеђао своје супарнике. Исту увреду изрекао је и Нејту Дијазу, који је веган, 11. септембра 2020. у Лас Вегасу. Републиканац Медисон Котрон је тврдио да љевичарски настројени мушкарци воле да носе маске током борбе са пандемијом Ковида-19 јер су сојадечаци.